# Ел Фреснал (Санта Инес де Зарагоза)
Ел Фреснал (шп. El Fresnal) насеље је у Мексику у савезној држави Оахака у општини Санта Инес де Зарагоза. Насеље се налази на надморској висини од 2180 м.

## Становништво
Према подацима из 2010. године у насељу је живело 9 становника.

### Хронологија
| Година       | 2000         | 2005       | 2010 |
| ------------ | ------------ | ---------- | ---- |
| Становништво | 36 (20 / 16) | 17 (9 / 8) | 9    |

### Попис
| # | Индикатор                     | Вредност |
| - | ----------------------------- | -------- |
| 1 | Укупно домаћинстава           | 7        |
| 2 | Укупно насељених домаћинстава | 2        |
| 3 | Величина локације             | 1        |